# Alstahaug község
Alstahaug község (norvégul: Alstahaug kommune) Norvégia 431 községének (kommune, helyi önkormányzattal rendelkező közigazgatási egység) egyike.

## Települések
Települések (tettsted) és népességük:
- Tjøtta (215)
- Sandnessjøen (6056)

### Külső hivatkozások
- Hivatalos honlap (norvég)